# Bloedbad van Damour

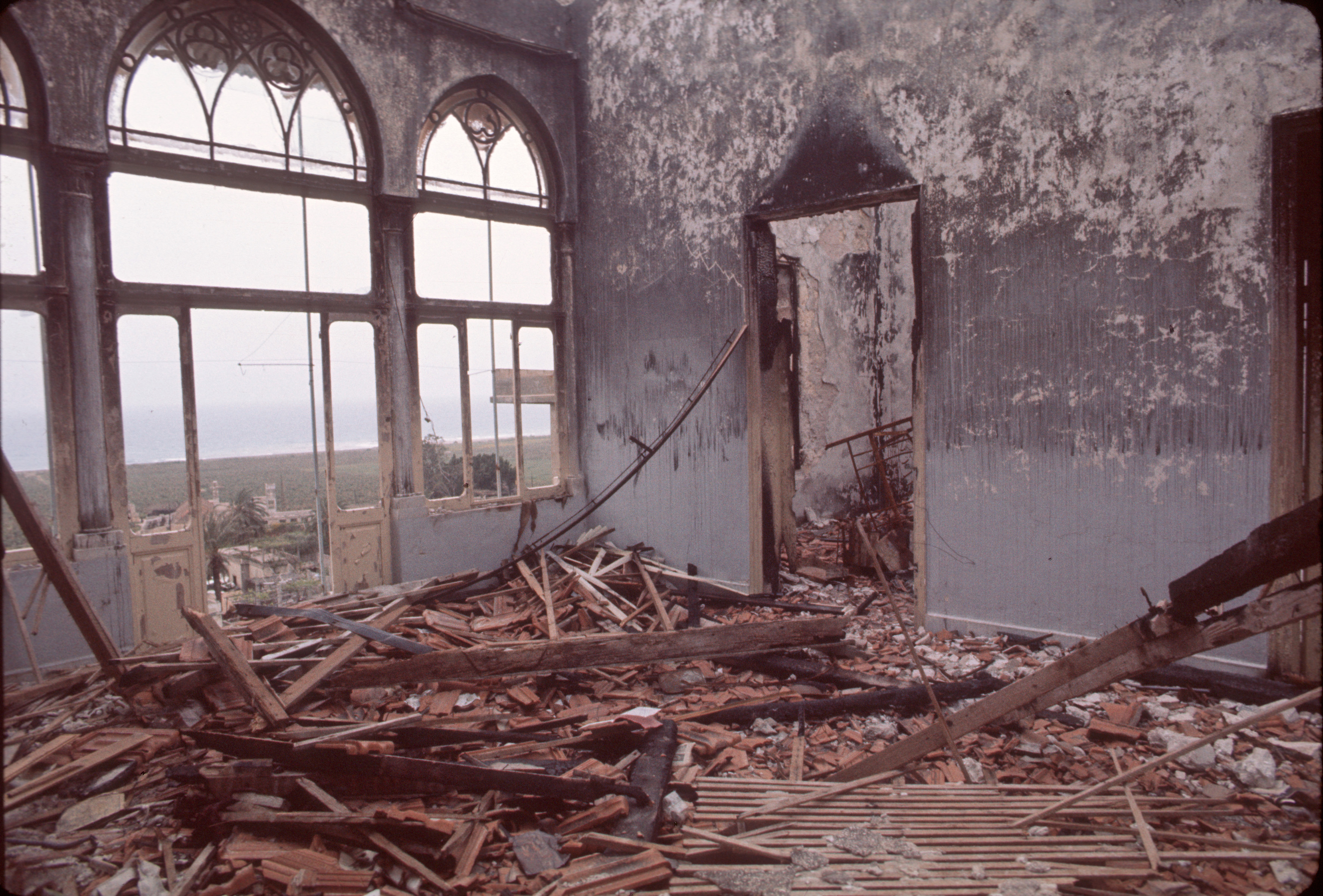
Een verwoest huis in Damour in april 1974, foto door Jean-Jacques Kurz (Archiefven van het Internationaal Comité van het Rode Kruis)

Het Bloedbad van Damour dat plaatsvond op 20 januari 1976 was een bloedbad tijdens de Libanese Burgeroorlog. Het is een van de bekendste die Palestijnse militanten gedurende de gehele burgeroorlog aanrichtten onder de christelijke bevolkingsgroepen in Libanon.
Damour is een christelijke stad op de weg naar Beiroet die door PLO leden aangevallen werd. De bevolking (grotendeels Maronieten) kwam deels om het leven tijdens de gevechten tussen Libanezen en Palestijnen, een groot deel werd later omgebracht. Het overige deel werd gedwongen te vluchten. Naast Palestijnen zouden er ook huurlingen en militieleden uit Syrië, Jordanië, Libië, Iran, Pakistan, Afghanistan en wellicht ook strijders van het Japanse Rode Leger zich medeschuldig hebben gemaakt aan dit bloedbad.

## Het Bloedbad

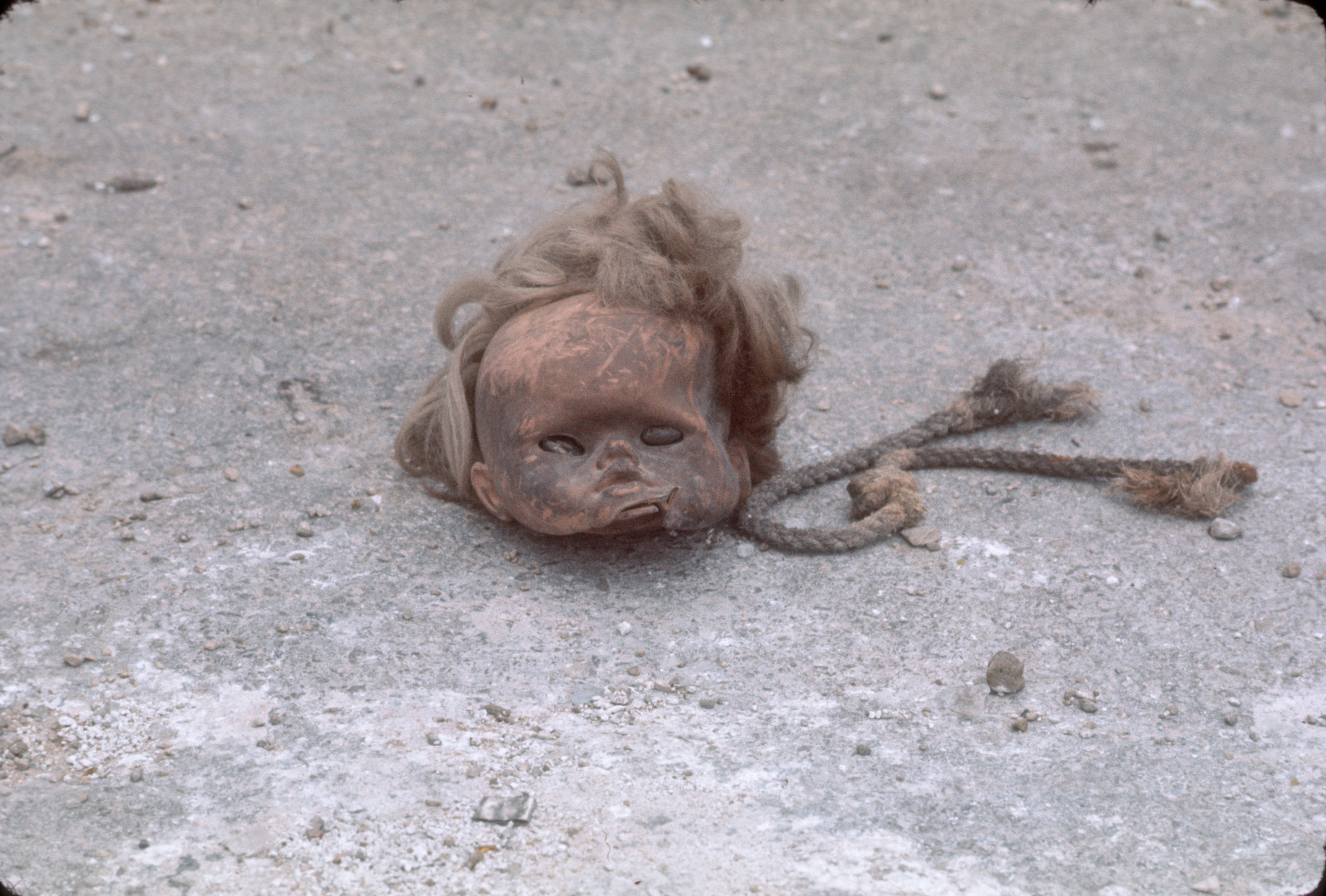
Afgehakt hoofd van een pop in Damour (ICRC-archieven)

De Palestijnen vernietigden systematisch de gebouwen van het dorp en richtten zich daarna op de christelijke inwoners. De christelijke begraafplaats werd vernietigd, grafkisten opgegraven en de lijken beroofd waarna de lichamen en skeletten willekeurig op de begraafplaats werden neergegooid. De kerk werd afgebrand en de buitenmuur gevandaliseerd met een muurschildering van Fatah militairen die AK-47 geweren vasthouden. Ook werd er een portret van - thans wijlen - Yasser Arafat geplaatst. Andere bronnen zeggen dat de kerk gebruikt werd als een autogarage voor PLO-voertuigen. Doelen werden getekend op de oostkant van het schip die vervolgens werden gebruikt voor schietoefeningen.
Twintig Libanese Falangisten werden geëxecuteerd waarna burgers tegen de muur werden gezet en werden vermoord. Geen van de overige inwoners die niet gevlucht waren overleefde dit bloedbad. De schatting van het aantal burgerslachtoffers staat op 584. De PLO verving de door hun vermoorde Libanese bevolking met Palestijnen. Het Israëlische leger dat in 1982 Libanon binnentrok verjaagde deze Palestijnen en liet de plaatselijke bevolking naar huis terugkeren.
Volgens Thomas Friedman zochten de Falangistische Damouri Brigade wraak voor niet alleen de dood op de toekomstige president Bashir Gemayel maar ook voor de meerdere bloedbaden die Palestijnen gepleegd hadden op de bevolking van Libanon, waaronder die in Damour.
Vader Mansour Labaky van de St. Elias kerk in Damour gaf de volgende beschrijving van de Palestijnse acties in Damour,
De PLO bombardeerde de kerk zonder naar binnen te gaan. Zij sloegen de deur open een gooiden granaten naar binnen. Een hele familie, de Can'an familie, werd vermoord. De vier kinderen, de moeder, de vader en de grootvader waren dood. De moeder had een van kinderen nog in haar armen en ze was zwanger. De ogen van de kinderen waren weg en hun ledematen waren er afgesneden. Zij hadden noch armen noch benen. Het was verschrikkelijk.

## Notities
1. ↑  Armies in Lebanon, 1985, Osprey Publishing
2. ↑  Nisan, 2003, p. 41.
3. ↑  Fisk, 2001, pp. 99-100.
4. ↑  Nisan, 2003
5. ↑  . https://web.archive.org/web/20120712075022/http://justworldnews.org/archives/000976.html
6. ↑  Friedman, 1998, p. 161.
7. ↑  Friedman, New York Times, Sep 20, 21, 26, 27, 1982.
8. ↑  https://web.archive.org/web/20090911032429/http://www.palestinefacts.org/pf_1967to1991_lebanon_plo.php

## Referentielijst
- Abraham, A. J. (1996). The Lebanon War. Praeger/Greenwood. ISBN 0-275-95389-0
- Fisk, Robert. (2001). Pity the Nation: Lebanon at War. Oxford: Oxford University Press. ISBN 0-19-280130-9
- Friedman, Thomas. (1998) From Beirut To Jerusalem. 2nd Edition. London: HarperCollins. ISBN 0-00-653070-2
- Nisan, M. (2003). The Conscience of Lebanon: A Political Biography of Etienne Sakr (Abu-Arz). London: Routledge. ISBN 0-7146-5392-6.